# Severokyperská vlajka

Severokyperská vlajka
Poměr stran: 2:3

Vlajka Severního Kypru (Severokyperské turecké republiky) je vlajkou nezávislého státu, který však není mezinárodně uznán. Sever ostrova Kypr je po turecké invazi pod vlivem Turecka.
Vlajka je tvořena listem o poměru stran 2:3 s pěti vodorovnými pruhy (střídavé bílými a červenými) o poměru šířek 1:1:6:1:1. Uprostřed středního bílého pruhu je větší červený půlměsíc a menší červená hvězda.
Vlajka byla inspirována tureckou vlajkou. Vedle této vlajky se často užívá i turecká vlajka.

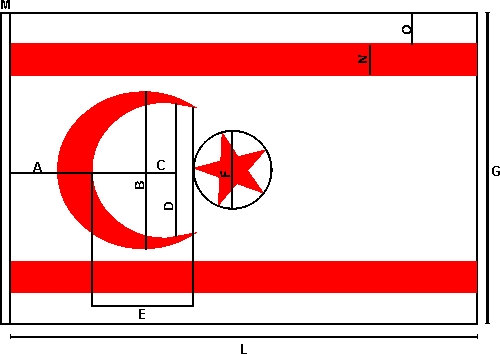
Rozměry severokyperské vlajky
Turecká vlajka Poměr stran: 2:3
Vlajka severokyperského prezidenta Poměr stran: 2:3

## Historie
Vlajka byla přijata zákonem č. 15/1984 vydaným Shromážděním dne 7. března 1984 a publikovaným v Úředním věstníku o dva dny později.

Severokyperská vlajka (1983–1984) Poměr stran: 2:3